# سفارت آلمان در ولینگتون
سفارت آلمان در ولینگتون (به لاتین: Embassy of Germany) یک منطقهٔ مسکونی و نمایندگی سیاسی این کشور در نیوزیلند است که در Wellington City واقع شده‌است.